# 阿科纳角 (赫德岛)

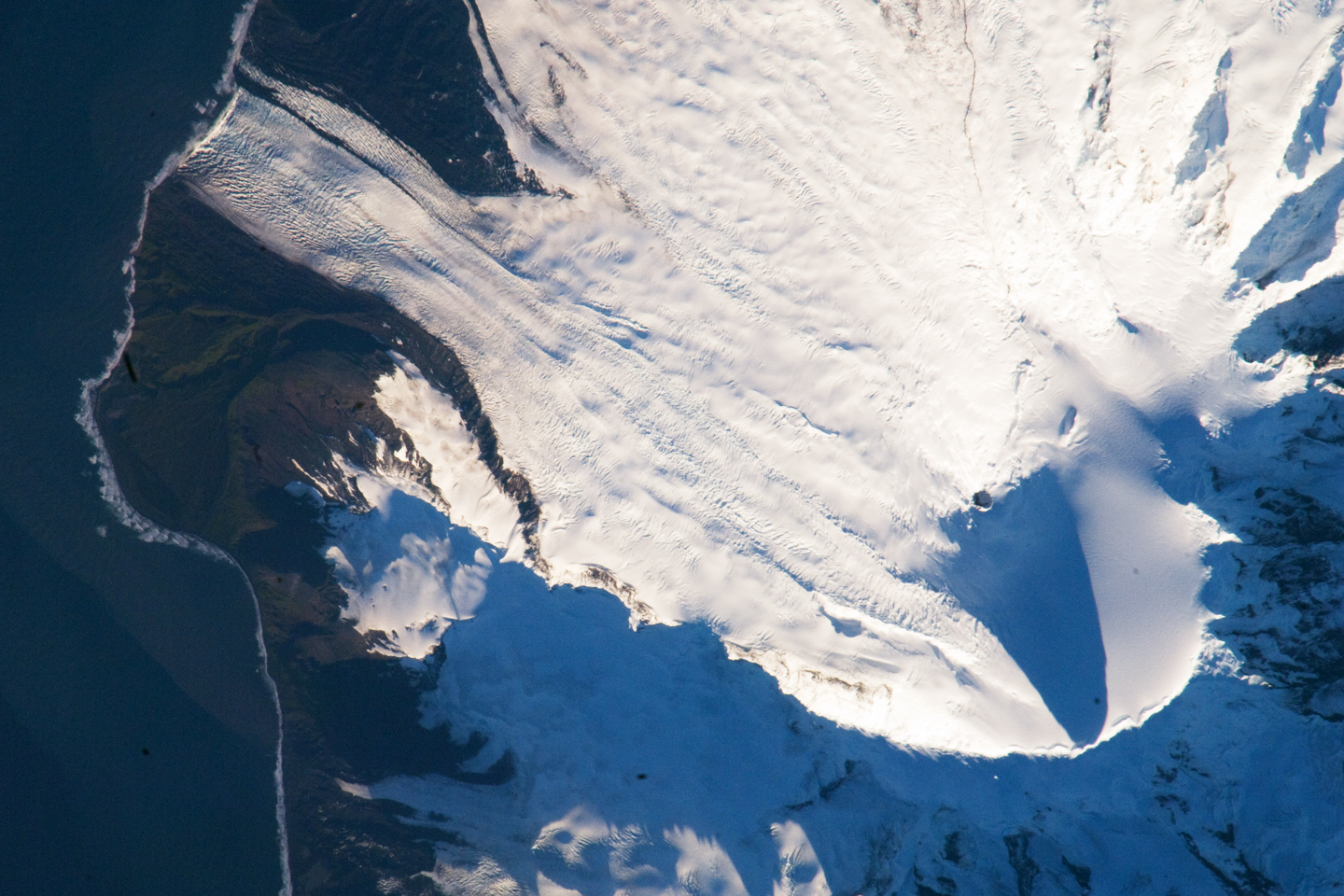

阿科納角（英語：Cape Arkona），是南極洲的海岬，位於澳大利亞海外領地赫德島西南部，處於利德冰川和戈特利冰川之間，在1860年由美國的捕海豹船長命名。

## 外部連結
Heard Island and McDonald Islands, including all major topographical features （页面存档备份，存于）
53°10′S 73°26′E / 53.167°S 73.433°E